# Jonathan Letterman
Jonathan Letterman (Canonsburg, 11 dicembre 1824 – San Francisco, 15 marzo 1872) è stato un medico statunitense, accreditato come il creatore dei moderni metodi per l’organizzazione medica negli eserciti o per la gestione medica sul campo di battaglia.
Negli Stati Uniti, Letterman oggi è conosciuto come il "padre della medicina da campo". 
La sua organizzazione ha permesso a migliaia di feriti di essere curati durante la guerra civile americana.

## Biografia
Jonathan Letterman nasce l’11 dicembre 1824 a Canonsburg, in Pennsylvania.
Durante la sua età scolare Letterman viene istruito in casa da un tutor privato (pratica comune nelle famiglie benestanti dell’epoca) fino al 1838, quando la famiglia ha venduto la proprietà a Canonsburg per trasferirsi a pochi chilometri fuori città.

### Formazione
Nel 1842, Letterman viene ammesso alla Thomas Jefferson University di Canonsburg, soddisfacendo i requisiti di accesso che richiedevano conoscenze di aritmetica, geografia e una grande conoscenza dei classici. 
Egli vive in uno dei numerosi dormitori presenti a Canonsburg e, come molti studenti, ha un cavallo nella stalla dei suoi nonni a pochi isolati di distanza che gli permette di far vista ai suoi genitori, abitanti a circa due miglia e mezzo.
Nel suo primo anno di college Jonathan Letterman studia algebra e composizione latina; da matricola fonda inoltre la confraternita Beta Theta Phi, che ben presto è divenuta nota come confraternita elitaria.
Letterman continua i suoi studi in ambito medico alla Jefferson Medical University: il grande sapere medico di Letterman è dovuto in gran parte alla qualità della facoltà, considerata all’epoca una delle migliori del paese. Egli studia e impara da grandi professori, allora anche medici e chirurghi di grande fama (uno dei suoi professori è stato Robley Dunglison che in seguito divenne noto come padre della fisiologia americana).
Letterman, come il resto degli studenti della Jefferson University, non viene valutato durante i suoi corsi, ma tramite un unico esame orale che comprendeva anatomia, fisiologia, patologia, farmacologia, chimica, teoria e pratica clinica, teoria e pratica chirurgica ed infine ostetricia.
Oltre a prendere lezioni, Letterman lavora come apprendista medico nella sua città, dove malaria, colera, vaiolo e tubercolosi sono malattie molto diffuse.

### Carriera militare
Jonhatan Letterman, dopo essersi laureato nel 1849, decide di arruolarsi come medico militare: il suo primo compito è stato in Florida nella campagna contro i Seminole dove è stato accolto da condizioni mediche disastrose.
Nel 1854 è stato trasferito a Fort Ripley in Minnesota e, nel 1959, presta servizio a Fort Monroe in Virginia per soli quattro mesi.
Dal 1860 al 1861 Letterman è stato impegnato nella battaglia in California contro gli Utas.

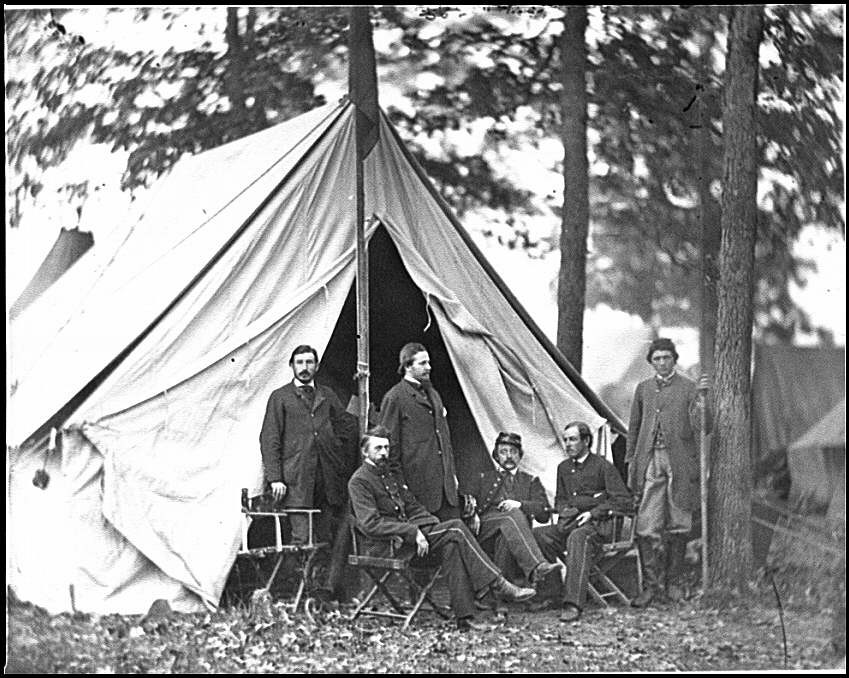
Letterman insieme ad alcuni suoi collaboratori, 1862

## Guerra civile
All’inizio della guerra civile, nel maggio del 1862, Letterman viene nominato Direttore Medico del Dipartimento di Guerra, e nel luglio dello stesso anno viene assegnato all’Armata del Potomac, presso il fiume James. Giunto presso la base militare di Harrison’s Landing, poiché le tende per il ricovero dei “sick and wounded” non erano sufficienti, egli adibisce a ospedale la Thomas Harrison House (l’unico edificio disponibile nelle vicinanze). 
Viste le condizioni igienico-sanitarie precarie che egli trova in campo, rivolge subito la sua attenzione sul metodo più efficace e veloce per migliorare la salute dell’Armata.
Letterman parte dall’idea che esistano tre elementi essenziali per il successo delle truppe: un soldato deve credere di poter essere curato nel caso in cui venga ferito sul campo di battaglia, deve godere di una buona salute e deve poter contare su una scorta di cibo costante e commestibile.
Viene subito notato dal generale McClellan che registra la sua prima impressione su di esso: 
Quindi, dopo aver ottenuto un permesso speciale dal Brigadiere-Generale Seth Williams e dal Generale Comandante George McClellan, si preoccupa di vari aspetti della vita dei soldati, quali l’alimentazione, le condizioni igieniche personali e degli ambienti, e i turni di guardia. 
Successivamente, come lui stesso dichiara nella sua opera: “The subject of the ambulances became, after the health of the troops, a matter of importance”, (L'argomento delle ambulanze diventò, dopo la salute delle truppe, una questione importante); e così istituisce un sistema per il controllo e l’utilizzo delle ambulanze, poiché queste, fino a quel momento, erano più spesso usate per il trasporto degli ufficiali comandanti che non dei feriti. 
Egli desidera anche ridurre lo spreco dei rifornimenti medici e alimentari e nell’ottobre del 1862 istituisce un sistema di “rifornitura della brigata”. 
Non ancora soddisfatto, Letterman continua ad occuparsi della riorganizzazione del sistema di riabilitazione, dedicandosi al miglioramento dei trattamenti e delle possibilità di sopravvivenza dei guerrieri feriti. Questi ulteriori cambiamenti, ordinati sempre nell’ottobre del 1862, sono noti come il “Piano Letterman”.
Dopo ogni battaglia, ogni porzione di un’armata, qualsiasi sia il problema, è più o meno disorganizzato, e il Dipartimento Medico è sicuramente quello che soffre di più. Nel corso di tutta la guerra civile, Letterman viene puntualmente ingaggiato per ristabilire e perfezionare l’ordine e le misure di sicurezza per la salute dell’Armata del Potomac, fino al marzo del 1864.

### Alimentazione
Oltre ai feriti di guerra, molti soldati si ammalavano di scorbuto e diarrea a causa della cattiva alimentazione. Letterman stabilisce che, ad esempio, cipolle e patate fresche sarebbero state consumate almeno due volte a settimana, mentre verdura essiccata e frutta almeno tre volte a settimana, “cost what they may”; un supporto di pane fresco sarebbe stato distribuito almeno tre volte a settimana. Inoltre, i pasti sarebbero stati preparati da apposite compagnie, con l’aiuto di cuochi e inservienti, invece che dagli stessi militari. 
La razione di carne prevista per un soldato sarebbe rimasta invariata ma vengono aggiunte porzioni di fagioli, riso, caffè, the e zucchero. Sempre collegato all'alimentazione, Letterman cura anche l'aspetto psicologico dei suoi soldati: si preoccupa di far consumare la colazione prima della marcia e di garantire la distribuzione di borracce riempite con una dose di whiskey allungato con ¾ di acqua, non appena arrivati sul campo.
Oltre alla verdura e al pane fresco, richiede 15 centinaia di limoni freschi per combattere lo scorbuto.

### Igiene
Le condizioni igieniche erano peggiori, per quanto possibile, di quelle alimentari. Letterman nel suo breve trattato, infatti, ci fa sapere che circa il 20% dei ricoveri (stima approssimata per difetto) erano dovuti proprio alla scarsa igiene. Anche in questo caso Letterman si attiva e richiede uomini per la raccolta di aghi di pino, così da poter creare un “pavimento” più spesso nelle tende, ed evitare che i soldati dormissero per terra. I campi di tende sarebbero stati formati, non nei boschi, ma appena poco distanti da questi, dove il suolo potesse essere stato esposto al sole e all’aria. 
La tela che ricopriva le tende sarebbe stata cambiata, tempo permettendo, almeno due volte a settimana, e gli uomini avrebbero dovuto appendere al sole le loro lenzuola e il resto della biancheria ogni giorno.
I soldati avrebbero dovuto farsi il bagno almeno una volta a settimana, rimanendo in acqua per almeno 15 minuti. 
Sarebbero state scavate delle buche per “lavandini”, e per buttare i rifiuti che poi sarebbero stati sotterrati almeno a 4 piedi di profondità.

### Ambulanze
Né il numero né il tipo di ambulanze era corretto per le necessità dell’armata. Inoltre, queste erano spesso ridotte in condizioni poco efficienti per il servizio ed erano usate abusivamente come mezzo di trasporto per i comandanti. Letterman stabilisce quindi un sistema di regole per l’organizzazione delle ambulanze, con effetto immediato dal momento della pubblicazione da parte del Quartier Generale dell’Armata. Tale sistema di regole consisteva di sedici punti dettagliati nella prima pubblicazione del 1862, e di quattordici nella revisione del 1863. Il sistema era basato sull’idea che la cura delle ambulanze, dei cavalli, delle briglie e di tutti gli strumenti necessari non fosse direttamente sotto il controllo degli Ufficiali Medici, i cui obblighi, specialmente nei giorni di battaglia, non avrebbero permesso un’accurata supervisione; ma che altri ufficiali, scelti per quello specifico incarico, ottenessero il controllo.
Di seguito alcuni dei punti fondamentali:
Per la prima volta nella storia dell’Armata statunitense Jonathan Letterman crea il primo servizio dedicato alle ambulanze. L’applicazione di questo sistema diventa uno dei più grandi successi di Letterman e una grande innovazione per l’Armata.
Letterman e il medico chirurgo Hammond collaborano anche con il Generale Rosecrans, il chirurgo di brigata William Hayes e l'assistente chirurgo Edward Dunster su un nuovo modello di ambulanza dopo che quelli della prima guerra si erano rivelati inadeguati o inaffidabili: progettano un carro da 750 libbre trainato da due cavalli e capace di trasportare da due a sei pazienti.
Gli scomparti contengono scorte mediche, barelle e cinque galloni d'acqua. Le panche e i sedili interni possono essere rimossi per soddisfare le esigenze specifiche dei pazienti. Il loro design raggiunse un equilibrio tra i modelli precedenti ritenuti troppo leggeri o troppo pesanti. Il "Wheeling Wagon" divenne il carro ambulanza standard dell'esercito fino a quando non fu adottato un modello migliorato nel 1864.

### Piano Letterman
Il piano Letterman prevedeva, oltre al corretto utilizzo delle ambulanze, un sistema di smistamento dei trattamenti sulla base di tre stazioni:
- Una Stazione di Medicazione, localizzata sul o accanto al campo di battaglia, dove il personale medico avrebbe applicato le prime medicazioni e i lacci emostatici ai feriti.
- Un Ospedale sul campo, localizzato vicino al campo di battaglia, generalmente in case o fienili, dove potevano essere svolte operazioni chirurgiche di emergenza, e somministrati ulteriori trattamenti.
- Un Grande Ospedale, localizzato lontano dal campo di battaglia, che provvedeva ai trattamenti dei pazienti che richiedevano cure a lungo termine.[31]

Inoltre, ognuno di questi Grandi Ospedali militari doveva avere un chirurgo in carica, con due assistenti chirurghi: uno per organizzare le forniture e uno per tenere traccia di tutto. Oltre a questi tre chirurghi, gli ospedali avrebbero scelto tre dei più bravi ufficiali medici per operare, e tre ufficiali medici come assistenti di questi ultimi.

## Vita privata
Il 15 ottobre del 1863 Letterman sposa Mary Digges con rito cattolico, per il quale otterrà la dispensa dal Vaticano. Mary Digges Lee morirà nell’ottobre del 1867, lasciando il marito e due figlie.
Nel dicembre dello stesso anno Letterman si congeda dall'esercito per dedicarsi inizialmente alla professione di geologo nell’emergente campo degli idrocarburi a San Francisco e, successivamente, dal 1867 al 1871, alla carriera politica nel partito democratico in California, rivestendo dapprima il ruolo di coroner, cui si aggiunse il ruolo di medico Generale della Milizia Californiana, dove si dedica alle condizioni di salute degli immigrati che in quel periodo si insediavano a San Francisco, con particolare riguardo alla comunità cinese.

## Morte ed eredità

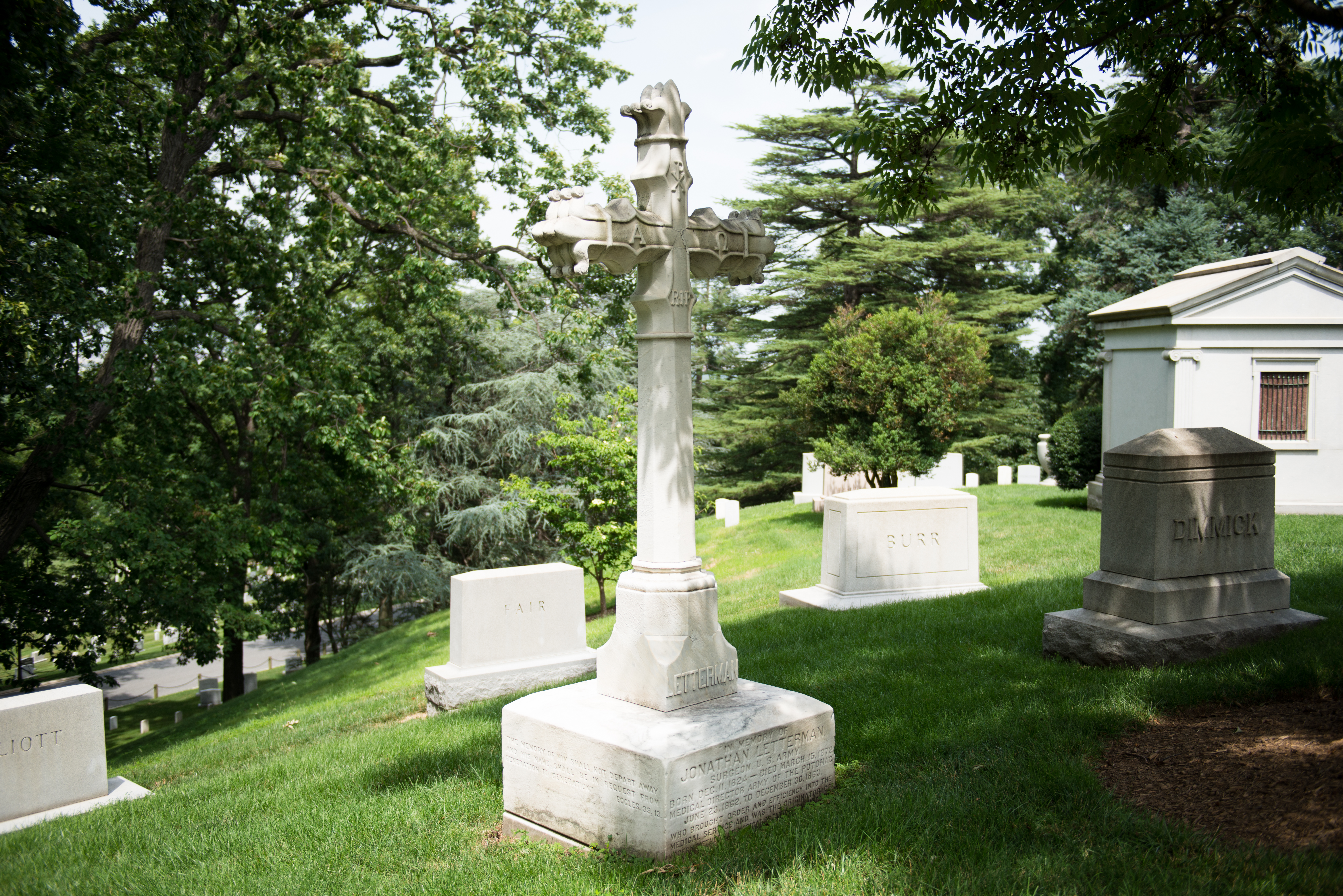
Luogo di sepoltura di Letterman nel Cimitero Nazionale di Arlington

Nel 1866 Letterman pubblica Medical Recollections of The Army of The Potomac, che consiste nella raccolta di tutte le procedure medico-sanitarie che egli stesso promuove e applica durante gli anni di Guerra Civile.
Letterman si ammala dopo il ritiro dal servizio pubblico e muore a San Francisco il 15 maggio 1872, all’età di 47 anni, a causa delle cattive condizioni di salute conseguenti agli anni di guerra e alle problematiche gastrointestinali da lui studiate che affliggevano i soldati.
Letterman è sepolto nel cimitero nazionale di Arlington. L’iscrizione sul memoriale privato che è stato eretto in suo onore recita: 
Sua moglie è sepolta al suo fianco.
Alla sua morte, un gruppo di ufficiali medici che aveva collaborato con lui, chiesero un tributo alla memoria “di un fedelissimo ufficiale che ha dedicato i suoi talenti e le sue energie al benessere degli uomini di quel grande esercito”. Essi ritennero che, in meno di due anni di guerra, fosse stata creata un’eredità di cui avrebbero beneficiato innumerevoli generazioni future: